# Marie Huchzermeyer
Marie Huchzermeyer (Sudáfrica) es una intelectual académica y profesora sudafricana en la Escuela de Arquitectura y Planificación de la Universidad de Witwatersrand en Johannesburgo.

## Trayectoria
Huchzermeyer es profesora adjunta de la Escuela de Arquitectura y Planificación de la Universidad de Witwatersrand, Johannesburgo. Además de su actividad docente, ha escrito numeras publicaciones, en formatos diversos, libros, artículos. Entre otras publicaciones, es autora de Unlawful Occupation: Informal Settlements and Urban Policy in South Africa and Brazil de 2004, coeditora de Informal Settlements: A Perpetual Challenge? de 2006, y autora de Tenement Cities: From 19th Century Berlin to 21st Century Nairobi de 2011.
Huchzermeyer ha abordado un tema de enorme importancia social y política, la supresión de los asentamientos informales. Ante una situación en que la mitad de la población mundial vive en las ciudades, la previsión del aumento progresivo, debido a que la migración del campo a la ciudad continúa, la cuestión de los asentamientos informales en el mundo y su supresión es un tema clave. A partir de los asentamientos informales se pueden analizar muchos de los procesos de construcción de ciudades así como la urbanización y planificación urbana para el futuro.

## Obra
- 2004 – Unlawful Occupation: Informal Settlements and Urban Policy in South Africa and Brazil. Africa World Press. The Red Sea Press, Trenton Nueva Jersey.
- 2011 – Tenement Cities: From 19th Century Berlin to 21st Century Nairobi. Africa World Press / The Red Sea Press, Trenton Nueva Jersey.
- 2011 – Cities with ‘Slums’: From Informal Settlement Eradication to a Right To The City In Africa. University of Cape Town Press, Ciudad del Cabo.[2]

### Libros coeditados
- Huchzermeyer, M. and Karam, A. (eds.) (2006) Informal Settlements – A Perpetual Challenge? Juta/UCT Press, Ciudad del Cabo.[4]
- Guest Editor of South African Review of Sociology (formerly Society in Transition), 37(1) 2006 Special Issue on ‘Informal Settlements and Access to Land’ (South African and international contributors).[2]
- Harrison, P., Huchzermeyer, M., Mayekiso, M. (eds.) (2003). Confronting Fragmentation: Housing and Urban Development in a Democratising Society. UCT Press, Ciudad del Cabo.[5]